# Омагуа
Омагуа (також умана, камбеба) — корінний народ Амазонії в Бразилії. У час появи перших іспанських дослідників у 16 столітті це був численний народ. Їхня територія розселення була на річці Амазонка вище за течією від сучасного міста Манаус і до кордону з Перу. Зараз залишилося приблизно 5 тис. осіб. Розмовляють мовою омагуа.
Назва «Камбеба» використовувалося іншими сусідніми племенами і відноситься до звичаю омагуа деформовувати голови своїх дітей, прив'язуючи шматок дерева до чола незабаром після народження. Жінки омагуа глузували з жінок інших племен, кажучи, що їхні голови «круглі, як у лісових дикунів». У 18 столітті омагуа розповідали мандрівникам, що їхні сплощені чола були ознакою культурної переваги над сусідами, і протягом тривалого часу вони чинили опір відмові від цього звичаю, навіть під тиском місіонерів.

## Доколумбова епоха

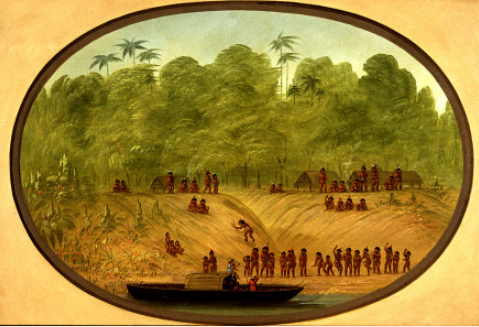
Село Омагуа, намальоване Джорджем Кетліном між 1854 і 1896 роками.

Археологічні дослідження виявили докази існування культурних фруктових садів, а також величезних ділянок землі, збагачених terra preta (ґрунт удобрений деревним вугіллям). Обидва ці відкриття разом із керамікою Камбеба, виявленою на тих самих археологічних рівнях, припускають, що до контакту з європейцями тут існувала велика та організована цивілізація. Існують також докази існування складних великомасштабних соціальних утворень, у тому числі вождівств. Амазонці, ймовірно, використовували terra preta, щоб зробити землю придатною для великомасштабного сільського господарства, необхідного для підтримки щільного населення та складних соціальних утворень, таких як вождівства.

## Найдавніший європейський контакт

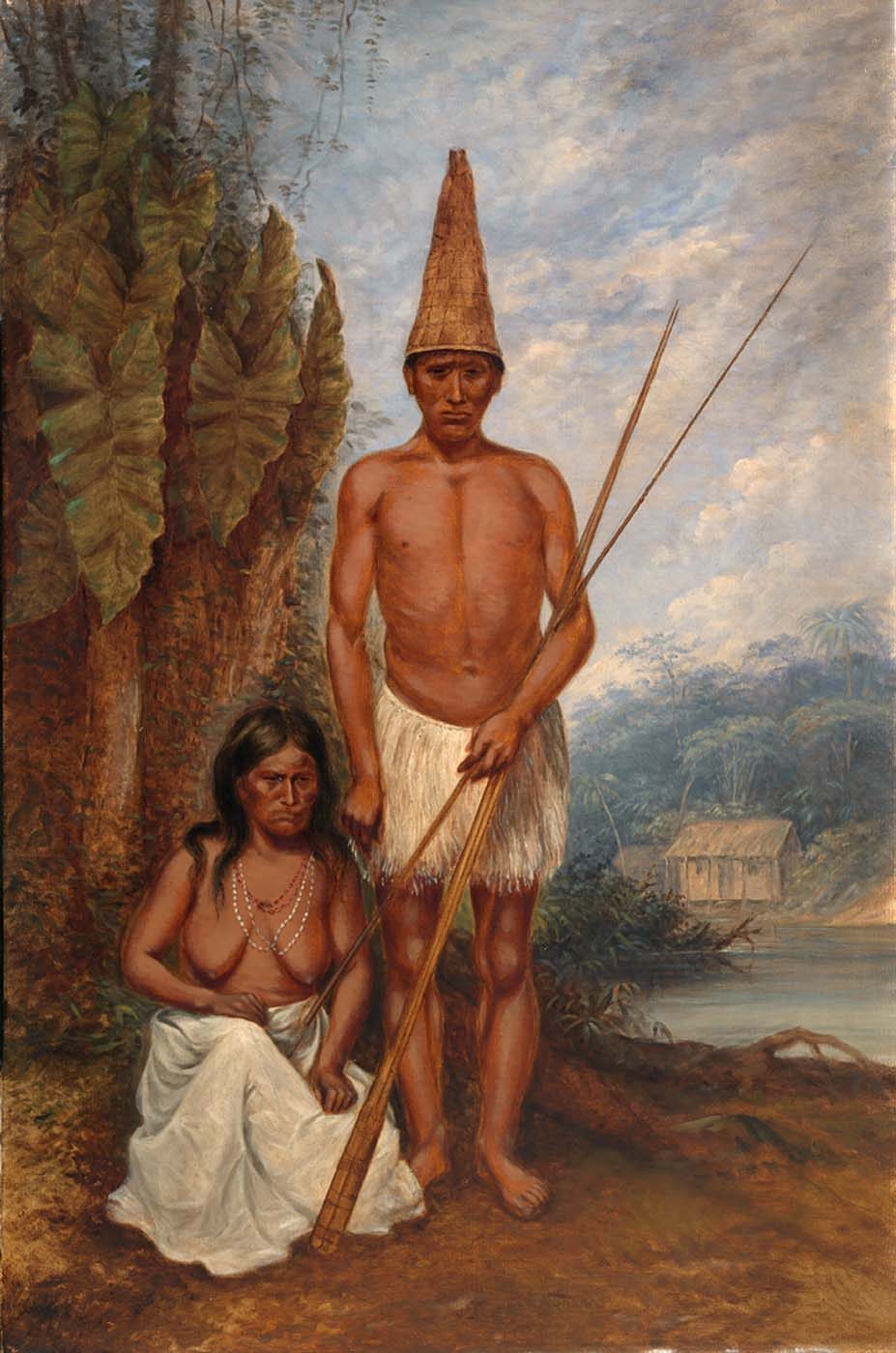
Індіанці омагуа, художник Антоніо Зено Шиндлер, прибл. 1893

Чудові історії про багатство камбеба та пошуки Ельдорадо призвели до кількох ранніх експедицій у їхню країну, зокрема експедицій Георга фон Шпаєра в 1536 році, Філіпа фон Гуттена в 1541 році та Педро де Урсуа в 1560 році. У 1541 році Гуттен очолив дослідницьку групу з приблизно 150 осіб, переважно вершників, з Коро на узбережжі Венесуели до Льяноса, де вони вступили в бій з великою кількістю камбеба, і Гуттен був важко поранений. У 1560 році Педро де Урсуа навіть отримав титул губернатора Дорадо та Омагуа. Александер фон Гумбольдт назвав передбачуване місце розташування міфічного золотого міста Ельдорадо-де-лас-Омагуас «між витоками Ріо-Негру, Ваупес (Гуапе) і Жапура або Какета».
Іспанський дослідник Франсиско де Орельяна, який був першим європейцем, який пройшов повну довжину річки Амазонка (1541–42), повідомив про густонаселені регіони, що пролягали вздовж річки на сотні кілометрів, хоча люди там не залишили жодних пам'яток надовго, можливо тому, що вони використовували місцеве дерево як будівельний матеріал. Хоча можливо, що Орельяна перебільшував рівень розвитку серед амазонців, їхні напівкочові нащадки вирізняються тим, що мають спадкову, але безземельну аристократію, що є історичною аномалією для суспільства без осілої аграрної культури. Це свідчить про те, що колись вони були більш осілими та аграрними, але стали кочовими після демографічного колапсу 16-го та 17-го століть через занесені європейцями хвороби, такі як віспа та грип, зберігаючи певні традиції. Крім того, багато корінних жителів адаптувалися до мобільного способу життя, щоб уникнути колоніалізму.
Гаспар де Карвахаль, який супроводжував Орельяну, включив опис Омагуа у свою роботу 1542 року Relación del nuevo descubrimiento del famoso río Grande que descubrió por muy gran ventura el capitán Francisco de Orellana («Звіт про нещодавнє відкриття знаменитої Великої річки, яка був відкритий завдяки великій долі капітаном Франциско де Орельяна»), обговорюючи їх культуру, харчування, житло, моделі поселення та політичну структуру. Крістобаль де Акунья, який супроводжував експедицію Педро Тейшейри в 1637-38 рр. вздовж Амазонки, коментував барвистий тканий одяг, який використовували омагуа, написавши, що
… усі вони ходять пристойно одягнені, як чоловіки, так і жінки, які плетуть… не тільки одяг, який їм потрібен, але й інші предмети, якими торгують з їхніми сусідами… з них виготовляють дуже гарне полотно, або виткане в різні кольори, або пофарбоване настільки досконало, що їх майже неможливо розрізнити… 
Більшість ранніх хроністів згадували про практику плескання голови омагуа, звичай, поширений серед корінних південноамериканських племен. Акунья описав це у своєму Nuevo descubrimiento del gran Rio de las Amazonas:
У всіх них плоска голова, що робить чоловіків потворними, хоча жінки більше приховують цей факт, оскільки їх голови покриті рясним волоссям. Тубільці настільки звикли до того, що їхні голови розплющені, що як тільки народжуються діти, їх кладуть у прес, де чоло стискається маленькою дошкою, а череп набагато більшою дошкою, яка, виступаючи ліжком, підтримує все тіло новонародженого… вони закінчуються чолом і черепом, сплощеними, як на долоні… більше схожий на деформовану архієрейську митру, ніж на голову людини. 
Практика сплющення голови, очевидно, вимерла до кінця вісімнадцятого століття. Пізніше відвідувачам регіону, зокрема Увідору Сампаю та Александру Родрігесу Феррейрі, було сказано, що ця практика мала на меті відрізнити камбеба від інших племен, які продовжували їсти людське м'ясо ще довго після того, як камбеба відмовилися від цієї практики.

### Оцінки чисельності населення
Камбеба (омагуа) були описані європейцями шістнадцятого та сімнадцятого століть як найбільша та найважливіша з націй, що населяли береги річки Амазонки. Окрім високої щільності населення, камбеба відрізнялися високим рівнем соціально-політичної організації. Вони були осілими, громадянськими людьми, які носили одяг і мали помітну політичну владу; вони також брали участь у військових конфліктах з племенами з внутрішніх районів, чиї військовополонені були включені в суспільство Камбеба як домашня прислуга.
Джон Геммінг, сучасний історик, дослідник і експерт з корінного населення Амазонки, вважав, що в 1500 році населення омагуа становило приблизно 60 000 осіб, будучи найбільш густонаселеним племенем у верхній частині річки Амазонка в Бразилії.
У 1639 році Педро Тейшейра спостерігав понад 400 сіл камбеба між річками Жаварі та Жутай, але через п'ятдесят років Семюель Фріц знайшов лише 38 сіл, багато з яких розташовані на островах як засіб самооборони. Епідемія віспи в 1648 році тривала три місяці і могла вбити до третини населення. Друга епідемія в 1710 році прийшла під час війни. Сучасні оцінки розміру популяції камбеби при першому контакті варіюються від дуже консервативних 4000-7000 до вірогідних 91 000.
Самуель Фріц та інші місіонери почали зосереджувати розрізнені корінні громади в єзуїтських редукціях, щоб полегшити релігійне виховання та захистити їх від поневолення португальцями, але віспа спустошила населення, залишивши область верхів'їв Амазонки безлюдною. У 1745 році Шарль Марі де Ла Кондамін написав у своїй Relation abrégée d'un voyage fait dans l'intérieur de l'Amérique Méridionale , що з 30 сіл омагуа, позначених на карті Фріца 1707 року, він бачив лише руїни, додавши, що «всі жителі, налякані вторгнення групи бандитів з Пара, які прибули поневолити їх на їхніх власних землях, розсіялися в лісі». Протягом вісімнадцятого століття і поки рабство не було офіційно заборонено в Бразилії в 1888 році, програми примусової праці знищували корінні громади, змушуючи корінних жителів відмовитися від своїх етнічних традицій і прийняти ідентичність кабокло (поселенці змішаної раси). До кінця 1980-х років багато етнографів, наприклад Бетті Джейн Меггерс, вважали, що камбеба вимерли.
Сучасне населення розділене між Перу та Бразилією. У 1994 році приблизно 3500 омагуа проживали в районі поблизу Наути в Перу. У Бразилії омагуа живуть у кількох селах в штаті Амазонас, на землях, переважно населених тікунами, з меншими групами в Манаусі. За оцінками, чисельність бразильського населення становить близько 1500 осіб, але офіційний перепис 2002 року ідентифікував лише 325 осіб, можливо, через погану техніку перепису та тому, що камбеба, які проживали в резервації Тікуна, зараховувалися до тікунів.

### Лінгвістична полеміка
Деякі лінгвісти стверджують, що мова омагуа походить від мови тупі-гуарані та стала окремою мовою порівняно недавно, однак є докази того, що омагуа та близькоспоріднена мова кокама вже існували у формі, подібній сучасній до того часу, коли європейські місіонери прибули до Майнасу у 17 столітті.
Використання мови скоротилося через навчання молоді, і камбеба вільно розмовляють лише старійшини племен під час офіційних заходів, на зборах і в деяких шкільних класах.

## Ранні єзуїтські місії
Місіонерська взаємодія з Камбебас почалася з експедиції під керівництвом єзуїтів Сімона де Рохаса та Умберто Коронадо до верхів'я річки Напо в 1620 році. Експедиція провела майже рік із камбебами в районі річки Агуаріко і завдяки двомовному перекладачу з кечуа підготувала низку церковних текстів мовою омагуа, включаючи катехізис.
У 1647 році іспанський францисканський монах Лауреано де ла Круз покинув Кіто з компанією інших ченців, сподіваючись навернути омагуа. Натомість монахи були розчаровані тим, що опинилися серед омагуа на піку епідемії віспи. Вони спостерігали загибель значної частини племені, знелюднення багатьох сіл і загальний розпад морального духу племені. Брат Лауреано був серед омагуа 3 роки. Протягом цього часу він підрахував, що було 34 села із загальним населенням щонайбільше 5000 осіб.
У 1687 році Самуель Фріц (1654—1725) прибув, щоб розпочати роботу з навернення камбеби до християнства, і протягом кількох років розробив власний катехізис камбеба. Коли Фріц прибув на їхню територію, камбеба населяли острови в середині річки Амазонки, в регіоні, що простягався приблизно від злиття Амазонки та річки Напо до річки Журуа. Наприкінці свого першого року серед омагуа він почав довгу подорож вниз по річці, щоб відвідати всі тридцять вісім сіл, проводячи в кожному по два місяці. Він перейменував їх, використовуючи імена святих покровителів, побудував кілька каплиць і хрестив переважно дітей, оскільки він виявив, що більшість дорослих були недостатньо навченими, а також «не бажали повністю відмовитися від певних язичницьких зловживань». На завершення цієї подорожі, яка тривала близько трьох років, він провів церемонію хрещення всього племені, а потім повернувся в Сан-Хоакін-де-Омагуас. Пізніше він сконцентрував корінне населення з сорока різних місцевостей у так звані «єзуїтські редукції».

### Культурні спостереження Самуеля Фріца
Багато з того, що відомо про народ камбеба, було написано Семюелем Фріцем протягом 38 років, які він прожив на Амазонці. Фріц описав чоловіків омагуа як надзвичайно «балакучих і гордих» у порівнянні з іншими амазонськими індіанцями. Вони були загальновизнані найкращими байдарочниками на річці. Вони носили гарний різнокольоровий бавовняний одяг, включаючи «галіфе та сорочки з бавовни», тоді як жінки носили «дві частини одного виду, одна з яких служить їм для невеликого фартуха, інша для формування вільного покриття для грудей». І чоловіки, і жінки розфарбовували великі частини свого тіла, обличчя і навіть волосся «соком, темнішим за шовковицю, лісового плоду під назвою ягуа».
За словами Фріца, коли дівчата з Омагуа досягали статевої зрілості, їх підвішували в гамаках «у тенті, прикріпленому до верху будинку», і тримали там протягом місяця лише з невеликою кількістю води та сухою фарінхою для їх прожитку та деяких видів. бавовни, щоб зайнятися прядінням. Наприкінці цього випробування їх знімали й несли до річки, вимивали з ніг до голови, фарбували від обличчя до середини тіла, а потім відправили додому голими, щоб їх прикрасили пір'ям і відзначили у новому жіноцтва всією громадою з музикою та танцями. Під час цих церемоній інші жінки давали їм випити невелику кількість пива з маніоки; нарешті підходив найстарший чоловік у селі і бив їх по плечах маленькою палицею, даючи їм при цьому імена, які вони носитимуть до кінця життя. Після цього ритуалу чоловікам дозволялося просити їх у дружини.
Омагуа збирали свій урожай з острівних замулин, а також зі своїх полів. Вони зберігали маніок під землею в спеціально сконструйованих ямах, щоб захистити її від повені, а потім з'їсти до наступного сезону посадки. Вони підвішували кукурудзу та інші плоди землі на високих частинах своїх будинків для збереження. Коли настала повінь, вони були готові до цього на піднесених дерев'яних підлогах у своїх високих будинках і використовували каное для переміщення з одного місця в інше. Вони воювали та полювали зі списом, духовою трубкою та бокетерою (пращею, що випускає тверді глиняні кулі), якими вбивали ламантинів, річкових черепах та величезну рибу піраруку.

## Повстання 1701 року
До 1690-х років набіги втеклих португальських рабів, які періодично накочували з Пара (сучасний Белен), стали настільки інтенсивними та частими, що камбеба з віддалених громад, а також сусіднього Юрімагуа втекли до відносно безпечних поселень іспанської єзуїтської місії поблизу гирла річки Напо, включаючи Сан-Хоакін-де-Омагуас. Цей приплив біженців сприяв погіршенню стосунків між єзуїтами та камбеба.
У 1701 році камбеби в кількох поселеннях повстали проти єзуїтської місіонерської присутності під керівництвом касика Пайореви. На прохання Фріца невеликі військові сили придушили повстання, і Фріц згодом започаткував щорічні візити світських військових сил, щоб залякати камбебу та відвернути можливі повстання. Пайорева був заарештований і ув'язнений іспанцями, однак він утік і повернувся в Сан-Хоакін-де-Омагуас, щоб переконати омагуа залишити вплив місіонерів і заснувати нові поселення вздовж річки Журуа. Фріц намагався переконати камбеба повернутися до місії і навіть пообіцяв помилування вождю Пайореві. Багато з тих, хто слідував за Пайоревою, зрештою були поневолені португальцями, як і сам Пайорева в 1704 році. Того ж року Фріца було призначено єзуїтським настоятелем, а відповідальність за місії омагуа було передано жителю сардинцю Хуану Баптісту Санні, який почав працювати серед омагуа в 1701 році.

## Знищення корінних громад
У лютому 1709 року король Португалії Жуан V послав великий контингент португальських солдатів для рейду у Верхню Амазонію і вимагав виведення всіх іспанських місіонерів з регіону. Фріц написав португальському командиру, благаючи його припинити, але португальці знищили кілька громад кта Камбеба. Нарешті, у липні, іспанська влада послала військову підмогу, щоб вигнати португальців, спаливши при цьому кілька кармелітських місій. У 1710 році португальці послали до регіону додаткові війська, що змусило Санну спробувати переселити населення Сан-Хоакін-де-Омагуас і сусіднього Сан-Пабло в безпечніше місце на березі річки Ярапа, на нижній течії річки Укаялі. Однак португальці прибули в розпал цього переселення, убивши багатьох омагуа та захопивши інших, а також узявши Санну в полон. Деякий час його утримували в Португалії, а потім відправили з місією до Японії.
Бойові дії розсіяли майже всі громади юрімагуа та камбеба, а ті, що вижили, були спустошені епідемією, яка почалася в квітні 1710 року і залишила раніше густонаселений регіон безлюдним. Діяльність єзуїтів серед камбеби припинилася до липня 1723 року, коли Бернард Зурмюлен і Йоганнес Баптист Юліан прибули, щоб заснувати нову місію. Зурмюлен залишався з камбебас до 1726 року, а Сан-Хоакін-де-Омагуас став головним центром місіонерської діяльності в низинних регіонах Майнас до вигнання єзуїтів Португалією в 1767 році.

## Повстання Кабанагема
Інфекційні хвороби, рабство та примусова праця завдавали шкоди населенню та культурі камбеба протягом XVIII століття. Повстання Кабанген (1835–40), під час якого були вбиті мисливці на рабів і спалені плантації, призвело до відродження етнічної ідентичності серед корінних народів у Бразилії, однак у 1850-х роках з'явився новий контроль за системою управління індіанцями, а також нові програми примусової праці, створені для видобутку каучуку, знеохочували традиції та культуру камбеба.